# Ramón Calderé
Ramón María Calderé Rey (Vilarrodona, Tarragona, 16 de enero de 1959), conocido futbolísticamente como Calderé, es un exfutbolista y entrenador de fútbol español que actualmente dirige a la Unió Esportiva Santa Coloma de la Primera División de Andorra.

## Trayectoria

### Como futbolista
Destacó especialmente en el FC Barcelona de la segunda mitad de los 80', cuando se reveló como uno de los mejores centrocampistas de España. Fue internacional con la Selección española de fútbol, con la que disputó como titular el Mundial de México 1986, anotando dos goles en el partido de primera ronda contra Argelia (Victoria final 3-0).

### Como entrenador
Tras su retirada como jugador en activo obtuvo el título de entrenador. Ha sido entrenador del Ricoh Premià (en dos ocasiones), Cornellà, Gavà, Castelldefels, Badalona, Ceuta, Reus, Teruel,  Palencia Burgos C.F., Club Deportivo Castellón y Unió Esportiva Olot.
En la temporada 2017-2018, desde octubre de 2017 dirigiría al CF Salmantino UDS, en el Grupo VIII de la Tercera División Española, siendo destituido el 9 de febrero de 2018, tras una racha de malos resultados. Como él mismo ha afirmado su estilo como técnico ha estado influenciado por Tintín Márquez con quien trabajó en Bélgica.
El 28 de enero de 2022, firma por el Jarabacoa FC de la Liga Dominicana de Fútbol, al que dirigiría hasta diciembre del mismo año.
El 9 de junio de 2023, firma como entrenador de la Unió Esportiva Santa Coloma de la Primera División de Andorra.

## Selección nacional
Debutó el 30 de abril de 1985 frente a la Selección de Gales, siendo internacional en 18 ocasiones.

### Participaciones internacionales
| Evento                         | Sede     | Resultado        |
| ------------------------------ | -------- | ---------------- |
| Eurocopa Sub-21 de 1986        | Sin sede | Campeón          |
| Copa Mundial de Fútbol de 1986 | México   | Cuartos de final |
| Eurocopa 1988                  | Alemania | Primera fase     |

## Estadísticas

### Como futbolista
| Club                        | Div.       | Temporada  | Liga  | Liga  | Copas Nacionales(1) | Copas Nacionales(1) | Torneos Internacionales(2) | Torneos Internacionales(2) | Total | Total |
| Club                        | Div.       | Temporada  | Part. | Goles | Part.               | Goles               | Part.                      | Goles                      | Part. | Goles |
| --------------------------- | ---------- | ---------- | ----- | ----- | ------------------- | ------------------- | -------------------------- | -------------------------- | ----- | ----- |
| RSD Alcalá · España         | 3.ªD       | 1979-80    | —     | —     | —                   | —                   | —                          | —                          | —     | —     |
| RSD Alcalá · España         | Total club | Total club | —     | —     | —                   | —                   | —                          | —                          | —     | —     |
| Real Valladolid · España    | 1.ªD       | 1980-81    | 3     | 0     | —                   | —                   | —                          | —                          | 3     | 0     |
| Real Valladolid · España    | Total club | Total club | 3     | 0     | —                   | —                   | —                          | —                          | 3     | 0     |
| RSD Alcalá · España         | 2.ªD       | 1980       | —     | —     | —                   | —                   | —                          | —                          | —     | —     |
| RSD Alcalá · España         | Total club | Total club | —     | —     | —                   | —                   | —                          | —                          | —     | —     |
| Barcelona Athletic · España | 2.ªD       | 1981-82    | —     | —     | —                   | —                   | —                          | —                          | —     | —     |
| Barcelona Athletic · España | 2.ªD       | 1982-83    | 19    | 3     | —                   | —                   | —                          | —                          | 19    | 3     |
| Barcelona Athletic · España | 2.ªD       | 1983-84    | 32    | 7     | —                   | —                   | —                          | —                          | 32    | 7     |
| Barcelona Athletic · España | Total club | Total club | 51    | 10    | —                   | —                   | —                          | —                          | 51    | 10    |
| FC Barcelona · España       | 1.ªD       | 1984-85    | 22    | 3     | —                   | —                   | 2                          | 1                          | 24    | 4     |
| FC Barcelona · España       | 1.ªD       | 1985-86    | 27    | 6     | —                   | —                   | 6                          | 0                          | 33    | 6     |
| FC Barcelona · España       | 1.ªD       | 1986-87    | 33    | 4     | —                   | —                   | 5                          | 1                          | 38    | 5     |
| FC Barcelona · España       | 1.ªD       | 1987-88    | 28    | 2     | —                   | —                   | 6                          | 0                          | 34    | 2     |
| FC Barcelona · España       | Total club | Total club | 110   | 15    | —                   | —                   | 19                         | 2                          | 129   | 17    |
| Real Betis · España         | 1.ªD       | 1988-89    | 29    | 1     | —                   | —                   | 2                          | 0                          | 31    | 1     |
| Real Betis · España         | 2.ªD       | 1989-90    | 18    | 0     | —                   | —                   | —                          | —                          | 18    | 0     |
| Real Betis · España         | Total club | Total club | 47    | 1     | —                   | —                   | 2                          | 0                          | 49    | 1     |
| UE Sant Andreu · España     | 2.ªD       | 1990-91    | —     | —     | —                   | —                   | —                          | —                          | —     | —     |
| UE Sant Andreu · España     | 2.ªD       | 1991-92    | —     | —     | —                   | —                   | —                          | —                          | —     | —     |
| UE Sant Andreu · España     | 2.ªD       | 1992-93    | —     | —     | —                   | —                   | —                          | —                          | —     | —     |
| UE Sant Andreu · España     | Total club | Total club | —     | —     | —                   | —                   | —                          | —                          | —     | —     |

### Como entrenador
| Club                        | País                 | Categoría                   | Año         |
| --------------------------- | -------------------- | --------------------------- | ----------- |
| CE Premià                   | España               | Tercera División            | 1997-1998   |
| UE Cornellà                 | España               | Tercera División            | 1998-2000   |
| CF Gavà                     | España               | Tercera División            | 2000-2001   |
| UE Castelldefels            | España               | Primera División Catalana   | 2002        |
| CF Badalona                 | España               | Tercera División            | 2002-2003   |
| CF Badalona                 | España               | Tercera División            | 2003-2004   |
| CF Badalona                 | España               | Segunda B                   | 2004-2005   |
| AD Ceuta                    | España               | Segunda B                   | 2005-2006   |
| CE Premià                   | España               | Tercera División            | 2006-2007   |
| CF Reus Deportiu            | España               | Tercera División            | 2007-2008   |
| CF Reus Deportiu            | España               | Tercera División            | 2008-2009   |
| CD Teruel                   | España               | Tercera División            | 2009-2010   |
| CD Teruel                   | España               | Segunda B                   | 2010-2011   |
| CF Palencia                 | España               | Segunda B                   | 2011-2012   |
| Burgos CF                   | España               | Tercera División            | 2012-2013   |
| Burgos CF                   | España               | Segunda B                   | 2013-2014   |
| CD Castellón                | España               | Tercera División            | 2014-2015   |
| Unió Esportiva Olot         | España               | Tercera División            | 2016-2017   |
| CF Salmantino UDS           | España               | Tercera División            | 2017-2018   |
| CF Badalona                 | España               | Segunda B                   | 2018 - 2019 |
| FC Santboià                 | España               | Primera Catalana            | 2020        |
| CF Montañesa                | España               | Tercera División            | 2021        |
| UE Tàrrega                  | España               | Primera Catalana            | 2021 - 2022 |
| Jarabacoa FC                | República Dominicana | Liga Dominicana de Fútbol   | 2022        |
| FC Vilafranca               | España               | Tercera División            | 2023        |
| Unió Esportiva Santa Coloma | Andorra              | Primera División de Andorra | 2023-       |

## Palmarés

### Como jugador

#### Campeonatos nacionales
| Título          | Equipo          | País   | Año  |
| --------------- | --------------- | ------ | ---- |
| Liga española   | F. C. Barcelona | España | 1985 |
| Copa de la Liga | F. C. Barcelona | España | 1986 |
| Copa del Rey    | F. C. Barcelona | España | 1988 |

#### Copas internacionales
| Título                  | Equipo             | País     | Año  |
| ----------------------- | ------------------ | -------- | ---- |
| Eurocopa Sub-21 de 1986 | Selección española | Sin sede | 1986 |

### Como entrenador

#### Campeonatos nacionales
| Tercera División | CF Gavà                  | España | 2001 | Tercera División | CD Teruel | España | 2010 |
| Tercera División | Club Deportivo Castellón | España | 2015 |                  |           | España |      |